# 恩氏齒鰩
恩氏齒鰩（學名：Dentiraja endeavouri），為軟骨魚綱鰩目鰩科齒鰩屬的一種，分布於西南太平洋澳洲東部海域，深度110至370公尺，本魚體盤窄，頂端圓，背部呈褐色，有間距較大的黑色和白色小斑點簇，腹面白色，腹面的感覺孔邊緣呈黑白色，周圍有暗色小斑塊，體長可達32.1公分，棲息在大陸棚與大陸坡軟底質海域，為底棲性魚類，肉食性，主要以甲殼類為主食，卵生，生活習性不明。